# TRS–703
TRS–703 je naziv hrvatskoga računala koje je proizvodilo poduzeće Tvornica računskih strojeva – Zagreb. Bilo je to malo jednokorisničko poslovno računalo opće namjene, utemeljeno na Zilog Z-80 A mikroprocesoru. 
U osnovnoj konfiguraciji računalo je bilo opremljeno s 64 kB radne memorije te dvije disketne jedinice s kapacitetom od 1,2 MB svaka. Za model 703 razvijen je vlastiti operacijski sustav OS 703, ali je isto tako radilo i s CP/M sustavom. Isporučivao se s vlastitim asinkronim video-terminalom TRS–838 i serijskim matričnim (mozaik) pisačem TRS–835, koji je uz uređaj za uvlačenje pojedinačnih listova papira i kartica (TRS–062) mogao ispisivati na rubno bušeni formular (»zebra« papir). Također su postojale i veća jedinica TRS 713, kao i višekorisnička jedinica TRS 901. 

## Tehnički podaci
Osnovna konfiguracija:
- mikroprocesor:  Zilog Z80 A
- radna memorija: 64 kB RAM
- Sekundarna memorija: 2 x 1,2 MB (diskete veličine 8")
- operacijski sustav: OS 703, CP/M
- video zaslon: TRS-838
- pisač: TRS-835